# Vojta Dukát
Vojta Dukát (Brno, 12 juni 1947) is een Nederlands-Tsjechische fotograaf, videokunstenaar en cineast.
Dukát doorliep een elektrotechnische school, was coulissenknecht in theaters, assistent-fotograaf in een psychiatrische inrichting en reparateur van benzinepompen. Zijn eerste camera kreeg hij in 1968. Hij was in Nederland toen de Russen Tsjechoslowakije in 1968 binnenvielen en besloot hier te blijven. Hij studeerde aan de Gerrit Rietveld Academie en vervolgens aan de Nederlandse Filmacademie. Hoewel zijn werk fotojournalistieke kenmerken vertoont, typeert hij zichzelf liever als "wandelaar in de werkelijkheid op zoek naar poëzie". Dukát is niet geïnteresseerd in politiek beladen of opzienbarende beelden, maar observeert liever de dagelijkse handelingen van gewone mensen in hun eigen omgeving. Hij maakt stemmingsbeelden bij voorkeur op locaties waar de westerse manier van leven nog niet is doorgedrongen, op straat zoekend naar situaties, die even bestaan en nooit meer terugkomen. Sinds 1988 houdt hij zich in diverse Oost-Europese landen bezig met videoregistraties van een verdwijnende werkelijkheid. In 1991 filmde hij uniek materiaal over het vertrek van de laatste Sovjetlegertroepen uit Milovice in Tsjechië.
Omdat hij spaarzaam exposeert en publiceert is Dukát onbekend bij het grote publiek, maar fotografen roemen de poëtische kracht van zijn oeuvre.
In 1997 werkte hij samen met dichteres Eva Gerlach in de gedichtenbundel "Alles is werkelijk hier".
Dukát was in 1974 en 1976 een genomineerde fotograaf voor Magnum Photos in Parijs, maar hij is geen volwaardig lid geweest. 
Zijn archief wordt beheerd door  Stichting Fonds Beeldende Kunsten, Vormgeving en Bouwkunst, nu het Mondriaan Fonds.

## Onderscheidingen
- Dukát kreeg in 1997 de Capi-Lux Alblas Prijs. Deze prijs ging gepaard met een presentatie van zijn werk in het Prentenkabinet van het Stedelijk Museum Amsterdam.
- In 2001 ontving hij de Ouborgprijs. Ter gelegenheid hiervan kwam een boek uit met zijn werk onder de titel "A Slice of Time".

## Wetenswaardigheden
- Dukát bewaart zijn lievelingsafdrukken in een Ilford-doosje, dat hij meeneemt op zijn reizen.
- Hij heeft een hekel aan het catalogiseren van zijn werk. In Brno en in Den Haag heeft hij een koelkast vol met niet-ontwikkelde films.

- Bibliothèque nationale de France: cb145383588 (data)
- Digitale Bibliotheek voor de Nederlandse Letteren: duka001
- Gemeinsame Normdatei: 173180841
- International Standard Name Identifier: 0000 0000 7843 5208
- Library of Congress Control Number: n98010121
- Nationale Bibliotheek van Tsjechië: ola200206265
- Nederlandse Thesaurus van Auteursnamen: 162646453
- PIC: 312005
- RKD-Nederlands Instituut voor Kunstgeschiedenis: 24706
- Système universitaire de documentation: 260023728
- Union List of Artist Names: 500129277
- Virtual International Authority File: 84930636
- WorldCat: E39PBJyMmxFbgXbV3Kh8mW6tKd